# Столпникова, Мариамна Ильинична
Мариамна (Марианна) Ильинична Столпникова (1893, Почеп — 1961) — советский скульптор.

## Биография
Мариамна Столпникова родилась в 1893 году в Почепе в семье купца Ильи Кузьмича Столпникова. В 1909 году окончила гимназию в Брянске. Преподавала рисование в Почепской женской гимназии. В 1914 году поступила в Строгановское училище. Училась у А. С. Голубкиной. После Октябрьской революции продолжила обучение в московском ВХУТЕМАСе, который окончила в 1925 году. Состояла в Обществе московских художников.
После окончания учёбы принимала участие во многих выставках всесоюзного и республиканского значения. В 1934 году выполнила рельеф «Торжество плодородия в свободном Аджаристане» (эскиз оформления для театра в Батуми, не сохранился). Он представлял собой шесть фигур, отформованных из розоватой мраморной пыли: «Мельпомена», «Аджарец», «Аджарка, сбрасывающая чадру», «Аджарец-знаменосец», «Курдянка, сбрасывающая язню», «Курд-физкультурник, играющий на зурне». Чтобы связать тему плодородия и театр первая фигура, «Девушка в штурмовке» изображена с маской Мельпомены в правой руке и букетом герани — в левой. С темой театра связана и последняя фигура — «Курд, играющий на зурне».
Мариамна Столпникова выполняла скульптуры для украшения садов, парков и дворцов культуры. В 1935 году выполнила парковую скульптуру «Теннисистка». Копии этой скульптуры стояли, в частности, в Москве в парке Горького, на бульваре у театра Советской армии, у теннисного стадиона — массового театра ЦДКА (ныне Екатерининский парк), а также в Сталинске (ныне Новокузнецк) у южного фасада Дворца культуры металлургов. Живописец В. Н. Бакшеев писал об этой скульптуре: «Также неестественно слащава и „Теннисистка“ Столпниковой. Она скорее напоминает фигуру вальсирующей женщины, чем физкультурницу, всё тело которой напряжено в мощном и лёгком стремительном порыве, когда её рука подбрасывает ракеткой мяч». Мариамна Столпникова автором и другой парковой скульптуры — «Девушка с ракеткой». Она также выполняла серию горельефов на тему спорта: «Бег», «Бокс», «Дискобол», «Лыжник», «Прыжок», «Теннис», «Фигуристка», «Футболист».
В 1938 году на выставке «Индустрия социализма» была представлена гипсовая скульптура Столпниковой «Аджарка-строительница» (или «Строительница»). На основе этой модели была изготовлена цельная терракотовая скульптура высотой 1,30 м. Обжиг сушка и скульптуры представляли собой сложность из-за её большого размера. Была изготовлена специальная каркасная система из глины внутри пустотелой фигуры. Благодаря этому скульптура обретала должную устойчивость, и глина равномерно садилась. Фотография «Строительницы» Столпниковой была размещена во втором издании Малой советской энциклопедии в качестве иллюстрации к статье «Скульптура».
В 1940 году по заказу Комитета по делам искусств при СНК СССР Мариамна Столпникова работала над бронзовой скульптурой балерины Ольги Лепешинской. Ей были выполнены эскизы статуи Лепешинской в образе Китри (балет «Дон-Кихот»), Полины (балет «Кавказский пленник»), Авроры (балет «Спящая красавица»), а также голова балерины в натуральную величину. Планировалось также отливка статуэток в фарфоре.
Во время Великой Отечественной войны Мариамна Столпникова занималась изготовлением агитационных плакатов, работала трафаретчиком. После окончания войны выполнила проект памятника-пантеона «Партизанам Брянских лесов». Он представлял собой композицию из пяти аллегорических фигур: «Скорбь», «Гнев», «Слава», «Поэт — увековечивающий память Брянских партизан» и «Девушка со снопом». Столпникова также выполнила портрет брянской партизанки Валентины Сафроновой.
После того как колхозницам Валентине Диановой и Наталье Королёвой в 1948 году было присвоено звание Героя Социалистического Труда, Мариамна Столпникова приезжала в колхоз имени Красной Армии, где работала над их портретами. Газета «Московский комсомолец» писала в заметке о портрете Валентины Диановой: «Столиниковой удалось ярко и правдиво передать целеустремлённость, настойчивость, собранность, свойственные знатной колхознице». Сейчас этот портрет находится в собрании Тверской областной картинной галереи.
Мариамна Столпникова жила в Москве в доме 21 по улице Кирова (ныне Мясницкая улица). Занималась преподавательской деятельностью. У себя на родине в Почепе организовала студию рисунка и живописи, а также детский театр самодеятельности. Умерла в 1961 году. Похоронена в Москве на Новодевичьем кладбище (участок 2, ряд 5, место 18).